# Dorin Mateuț
Dorin Mateuț (n. 5 august 1965, Vad, România) este un fotbalist român, deținător al Ghetei de aur, în prezent retras din viața sportivă.
În martie 2008 a fost decorat cu Ordinul „Meritul Sportiv” clasa a III-a, pentru rezultatele obținute la turneele finale din perioada 1990-2000 și pentru întreaga activitate.

## Viață sportivă
Mateuț avea să-l urmeze pe Lucescu la Dinamo și va rămâne în memorie mai ales prin golurile cu FC Dundee United, care aveau să readucă echipa Dinamo București într-o primăvară europeană. 
Alt gol important marcat de Mateuț a fost în meciul de pe "Vasil Levski" din toamna lui 1988, când România a învins Bulgaria, reușind apoi o calificare după 20 de ani la un campionat mondial.
În sezonul 1989 - 1990 mijlocașul a înscris 4 goluri în 8 meciuri și s-a calificat cu Dinamo în semifinalele Cupei Cupelor. După 1989, Mateuț semnează un contract cu clubul de fotbal Real Zaragoza, o echipă cu tradiție în Spania.

## Gheata de Aur
La sfârșitul sezonului de fotbal 1988–1989 (România), Dorin Mateuț, care atunci juca pentru Dinamo București, în Divizia A,  a câștigat trofeul european Gheata de Aur, cu 43 de goluri înscrise în campionatul intern.
După Dudu Georgescu (în 1975 și 1977) și Rodion Cămătaru (1987) Dorin Mateuț este al treilea fotbalist român care cucerește râvnitul trofeu european (1989).

## Statistici carieră
| Sezon   | Club               | Țară    | Meciuri | Goluri |
| ------- | ------------------ | ------- | ------- | ------ |
| 1979/80 | CS Hunedoara       | România | 0       | 0      |
| 1980/81 | Corvinul Hunedoara | România | 0       | 0      |
| 1981/82 | Corvinul Hunedoara | România | 3       | 0      |
| 1982/83 | Corvinul Hunedoara | România | 18      | 1      |
| 1983/84 | Corvinul Hunedoara | România | 31      | 6      |
| 1984/85 | Corvinul Hunedoara | România | 32      | 8      |
| 1985/86 | Corvinul Hunedoara | România | 31      | 16     |
| 1986/87 | Corvinul Hunedoara | România | 17      | 5      |
|         | Dinamo București   | România | 14      | 6      |
| 1987/88 | Dinamo București   | România | 31      | 17     |
| 1988/89 | Dinamo București   | România | 34      | 43     |
| 1989/90 | Dinamo București   | România | 22      | 9      |
| 1990/91 | Dinamo București   | România | 8       | 5      |
|         | Real Zaragoza      | Spania  | 29      | 7      |
| 1991/92 | Real Zaragoza      | Spania  | 29      | 3      |
| 1992/93 | Brescia Calcio     | Italia  | 4       | 0      |
| 1993/94 | AC Reggiana        | Italia  | 19      | 3      |
| 1994/95 | AC Reggiana        | Italia  | 6       | 0      |
|         | Dinamo București   | România | 18      | 0      |
| 1995/96 | Dinamo București   | România | 19      | 8      |
|         | Sportul Studențesc | România | 3       | 0      |